# Confédération panaméricaine de baseball
La Confédération panaméricaine de baseball (Confederación Panamericana de Béisbol ou COPABE) est la fédération continentale gérant le baseball aux Amériques. Elle est reconnue par la Fédération internationale de baseball (IBAF). Elle compte 27 membres en 2011.

## Nations membres
La COPABE compte 27 membres en 2011 :
| - Antilles néerlandaises - Argentine - Aruba - Bahamas - Bolivie - Brésil - Canada - Chili - Colombie | - Costa Rica - Cuba - Équateur - États-Unis - Guatemala - Honduras - Îles Vierges - Îles vierges britanniques - Jamaïque | - Mexique - Nicaragua - Panama - Pérou - Porto Rico - République dominicaine - Salvador - Trinité-et-Tobago - Venezuela |

## Classement mondial
La dernière publication du classement mondial de l'IBAF le 1er septembre 2010 consacre les équipes de la COPABE puisque Cuba et les États-Unis sont respectivement en première et deuxième position, devant des nations asiatiques. Pas moins de huit équipes des Amériques apparaissent dans les quatorze premières places du classement.
Seules dix-sept sélections de la COPABE ont participé à des compétitions IBAF et figurent au classement.
| Rang COPABE | Rang IBAF | Équipe           | Points |
| ----------- | --------- | ---------------- | ------ |
| 1           | 1         | Cuba             | 986.02 |
| 2           | 2         | États-Unis       | 953.25 |
| 3           | 7         | Venezuela        | 352.51 |
| 4           | 8         | Canada           | 325.51 |
| 5           | 9         | Mexique          | 287.23 |
| 6           | 11        | Porto Rico       | 213.23 |
| 7           | 13        | Rép. dominicaine | 163.02 |
| 8           | 14        | Nicaragua        | 144.24 |
| 9           | 16        | Panama           | 86.74  |
| 10          | 22        | Antilles ND      | 48.98  |

| Rang COPABE | Rang IBAF | Équipe                   | Points |
| ----------- | --------- | ------------------------ | ------ |
| 11          | 28        | Colombie                 | 28.75  |
| 12          | 32        | Argentine                | 19.50  |
| 13          | 36        | Brésil                   | 10.50  |
| 14          | 43        | Guatemala                | 7.35   |
| 15          | 46        | Aruba                    | 5.25   |
| 16          | =65       | Îles Vierges américaines | 1.00   |
| 17          | =65       | Bahamas                  | 1.00   |